# 靜靜的決鬥
《靜靜的決鬥》（日语：静かなる決闘）乃日本知名導演黑澤明在1949年執導的電影，是一部與梅毒有關的醫學題材電影。

## 劇情提要
第二次世界大戰爆發時，本已染上梅毒的士兵中田進（植村謙二郎飾）因傷被送進野戰醫院，軍醫藤崎恭二（三船敏郎飾）緊急替他開刀治療，卻不慎被中田傳染了梅毒。退伍後藤崎不敢將此事告知相戀多年的女友松本美佐緒（三條美紀飾），藉故拖延婚事一拖就是6年。
本是舞女的峰岸留衣（千石規子飾）和酒客有染，卻不幸遭到拋棄。藤崎好心收留她做實習護士，並極力阻止她墮胎，以保住肚中的胎兒。峰岸和另一護士今井發現治療梅毒的606號藥劑經常遺失，然後她發覺竟是藤崎拿去施打。某日峰岸偷聽到院長藤崎孝之輔（志村喬飾）與藤崎恭二的對話，這才察覺整件事的原委，原來自己錯怪了藤崎。松本則因藤崎一再拖延婚期，受不了雙親的壓力，選擇改嫁他人。
某日藤崎無意間遇到中田，後者非但娶了老婆，更準備迎接第一胎。雖然中田嘴巴上說自己的性病已經痊癒，但身為專業醫師的藤崎並不如此認為，極力勸中田到他的診所做檢查。後來中田與其妻中田多樹子（中北千枝子飾）還是乖乖前來受檢，但多樹子察覺到中田隱瞞了梅毒的病情，並且傳染了給她。後來多樹子身體不適，獨自來到診所做人工流產、取出畸形兒。買醉的中田得知此事，來到藤崎的診所大鬧，可是他一看到畸形的死胎便嚇得腿軟。
峰岸日漸對藤崎動了真情，明知藤崎身染性病卻仍願意獻身，藤崎向之哭訴自己多年來在慾望和良知之間的痛苦掙扎。雖然身為「人」的藤崎也有慾望，但良知及醫師的身分仍使他6年來一直壓抑。後來藤崎拾起聽診器，回到自己的工作崗位。

## 演員
- 藤崎恭二：三船敏郎
- 松本美佐緒：三條美紀
- 藤崎孝之輔：志村喬
- 中田進：植村謙二郎
- 峰岸留衣：千石規子
- 野坂警察：山口勇
- 中田多樹子：中北千枝子
- 骨董店老闆：宮島健一
- 老兵：佐佐木正時
- 員警：泉靜治
- 盲腸炎小孩：松本茂
- 盲腸炎小孩之父：伊達正
- 盲腸炎小孩之母：須藤恆子
- 係長：宮島城之
- 衛生係長：宮崎準之助
- 包石膏之青年：飛田喜佐夫
- 勞工：高見貫
- 護士今井：町田博子
- 實習護士：松村若代
- 事務員：池上湧子
- 少年：工藤洋輔

## 拍攝製作人員
- 導演：黑澤明
- 企劃：本木莊二郎、市川久夫
- 原著：菊田一夫
- 脚本：黑澤明、谷口千吉
- 攝影：相坂操一
- 美術：今井高一
- 服裝：藤木茂
- 剪接：辻井正則
- 音樂：伊福部昭
- 音響效果：花岡勝次郎

## 內部連結
- 梅毒

## 外部連結
- （英文）IMDb: Shizukanaru kettô （页面存档备份，存于）